# Biserica de lemn din Căianu, Cluj

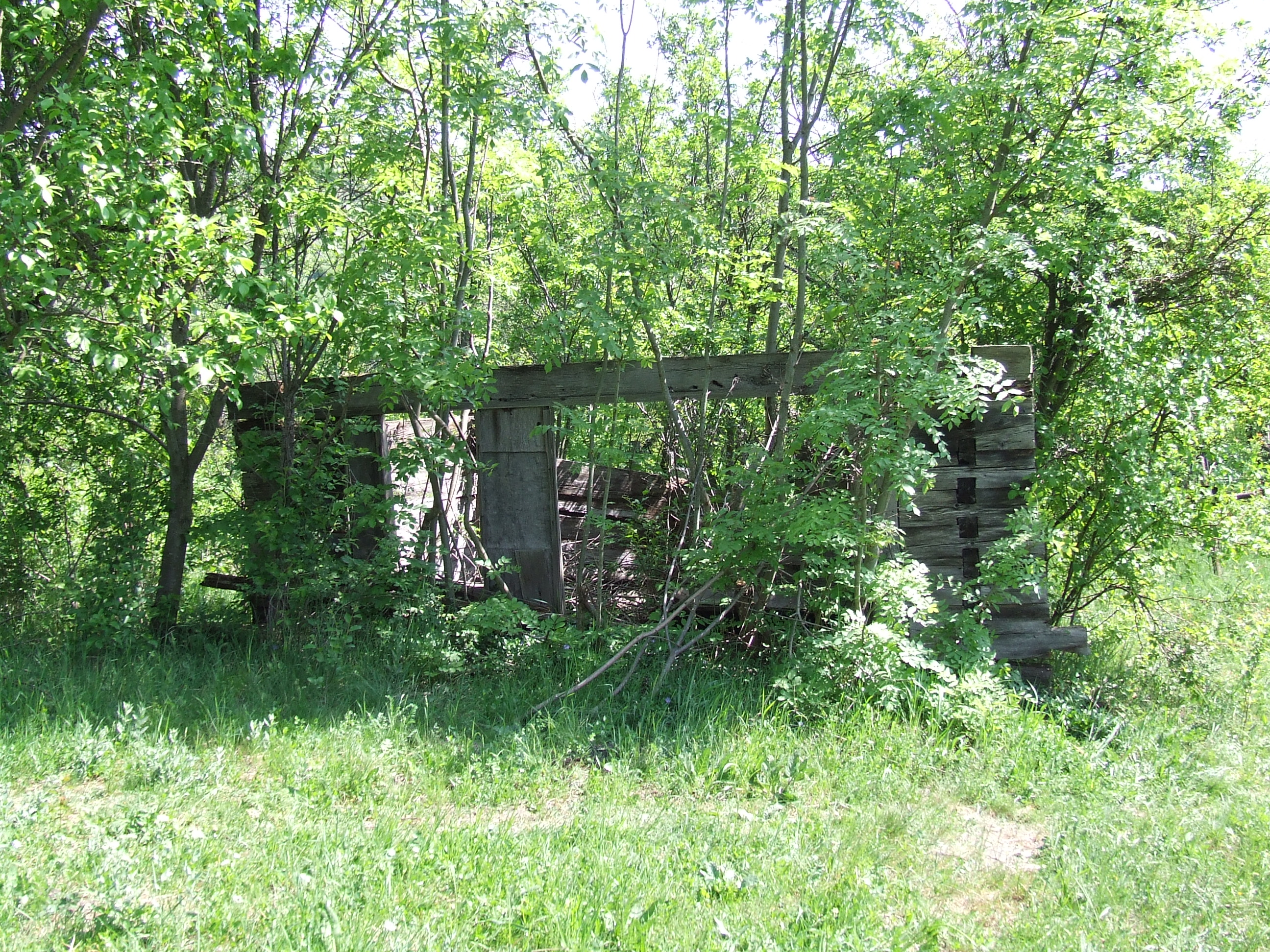
Biserica de lemn din Căianu, județul Cluj - 2009

Portalul bisericii de lemn din Căianu, județul Cluj - schiță

Biserica de lemn din Căianu, comuna Căianu, județul Cluj, se afla construită pe un deal în marginea satului, în mijlocul cimitirului. Edificarea noii biserici de zid, în 1956, a determinat renunțarea la vechea biserică, aceasta fiind abandonată. Trecerea timpului și-a spus cuvântul iar bisericuța, nebeneficiind de sprijinul comunității, s-a deteriorat. Azi, în vechiul cimitir se mai pot observa părți din absida altarului.

## Istoric și trăsături
Construită în anul 1750, conform inscripției care se afla în partea superioară a portalului, biserica avea hramul „Sfinții Arhangheli Mihail și Gavriil”.
Planimetria bisericii era cea obișnuită, naosul fiind precedat de pronaos, absida altarului fiind decroșată, cu cinci laturi. Se pare că biserica avea pe latura de sud și o prispă. Din această prispă se intra în biserică spre pronaos.
Deasupra pronaosului exista și un turn-clopotniță, nu prea înalt, acoperit de un coif piramidal.
În a doua jumătate a secolului XVIII-lea, biserica a fost pictată. Una din icoanele ce împodobea altă dată biserica, Maica Domnului cu Pruncul, data din aceeași perioadă. Spațiul unde își aveau locul icoanele, pe perete iconostasului, între intrările în absida altarului încă se poate vedea și azi.
Clopotul bisericii ce datează din 1770 a fost mutat în noua biserică.
Din vechea biserică se mai păstrează doar un morman de bârne ce făceau parte din absida altarului. Vegetația crescută printre acestea, intemperiile și putrezirea lemnului determină imposibilitatea restaurării bisericii. La sfârșitul anilor '70 încă se puteau distinge urme ale picturii ce împodobea cândva biserica.
Ușile împărătești, păstrate la casa parohială, au fost distruse de un incendiu în anul 2001.
Cu toate acestea, biserica este încă trecută pe lista monumentelor istorice, cu cod LMI CJ-II-m-B-07543.

## Galerie de imagini

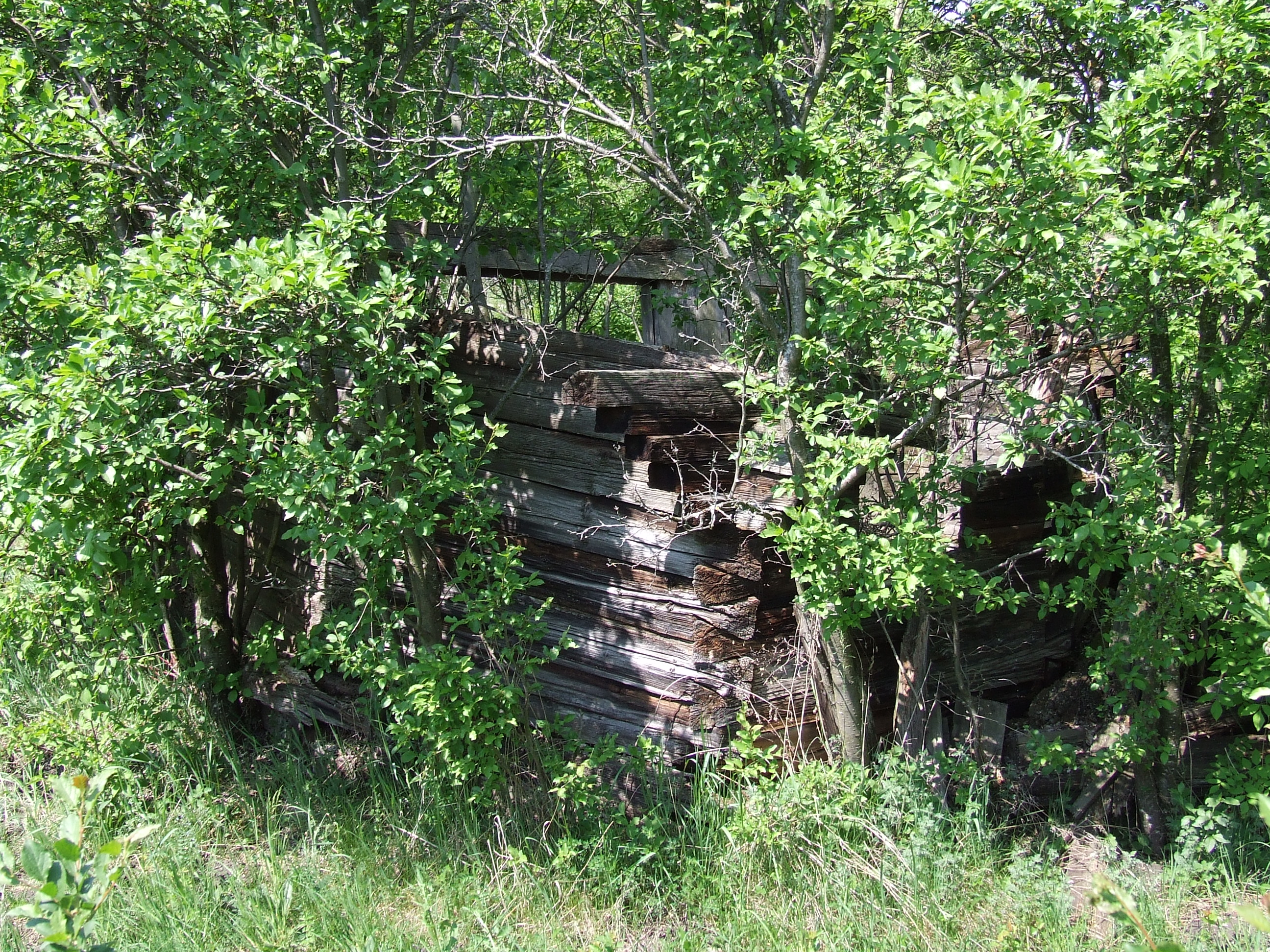
Absida altarului, vedere din est
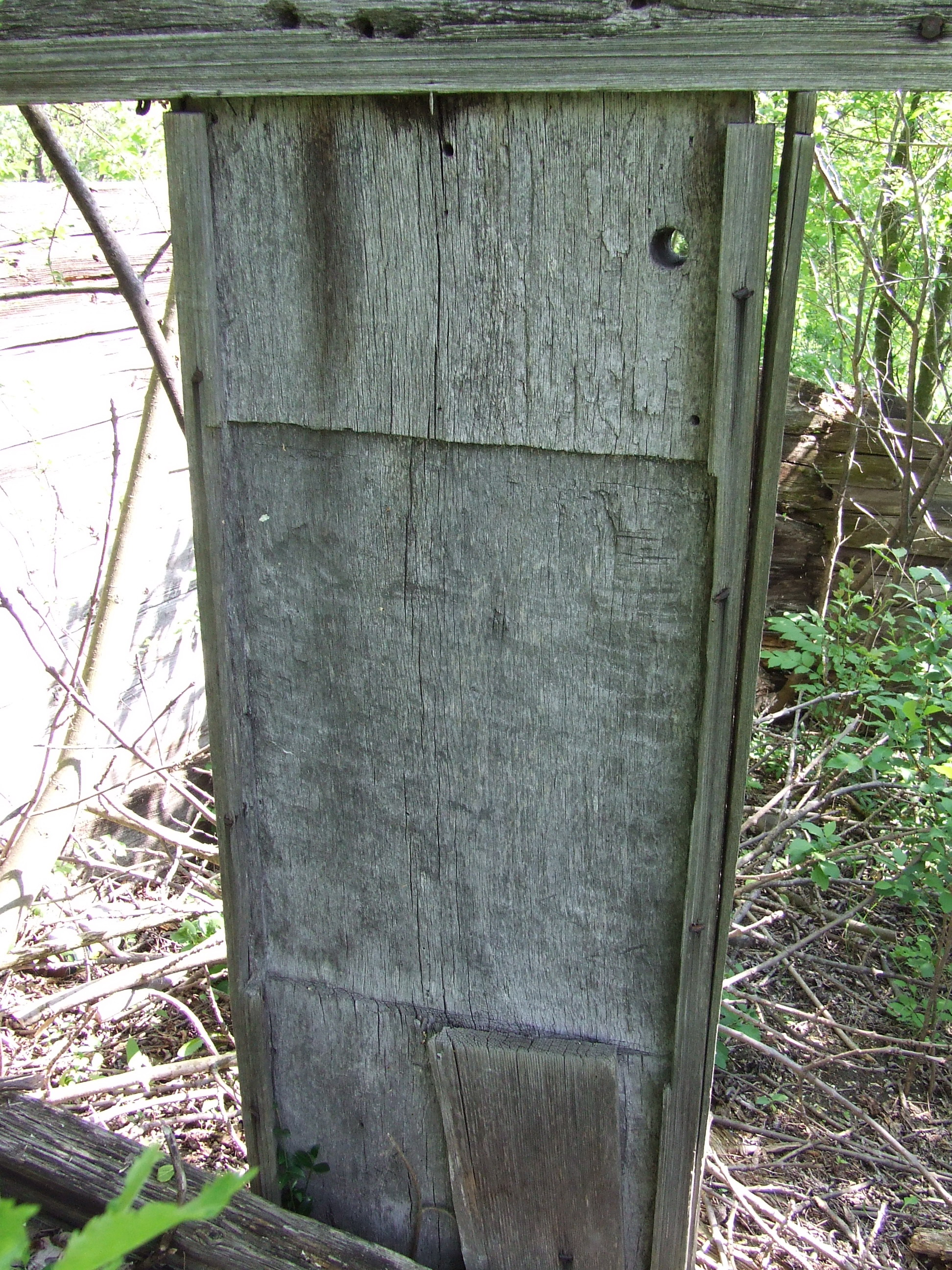
Lăcaşul destinat icoanei
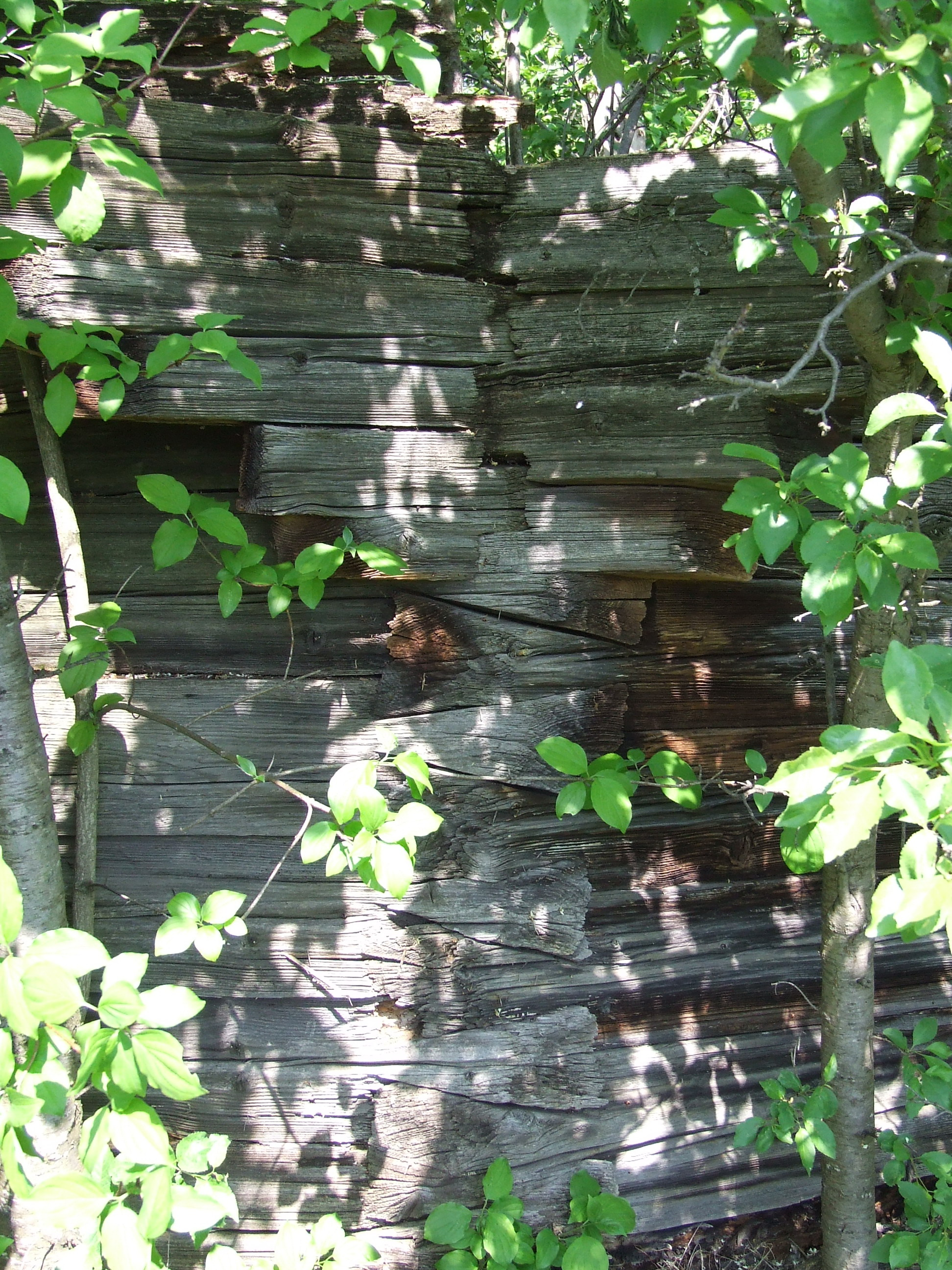
Îmbinări şi console la absida altarului
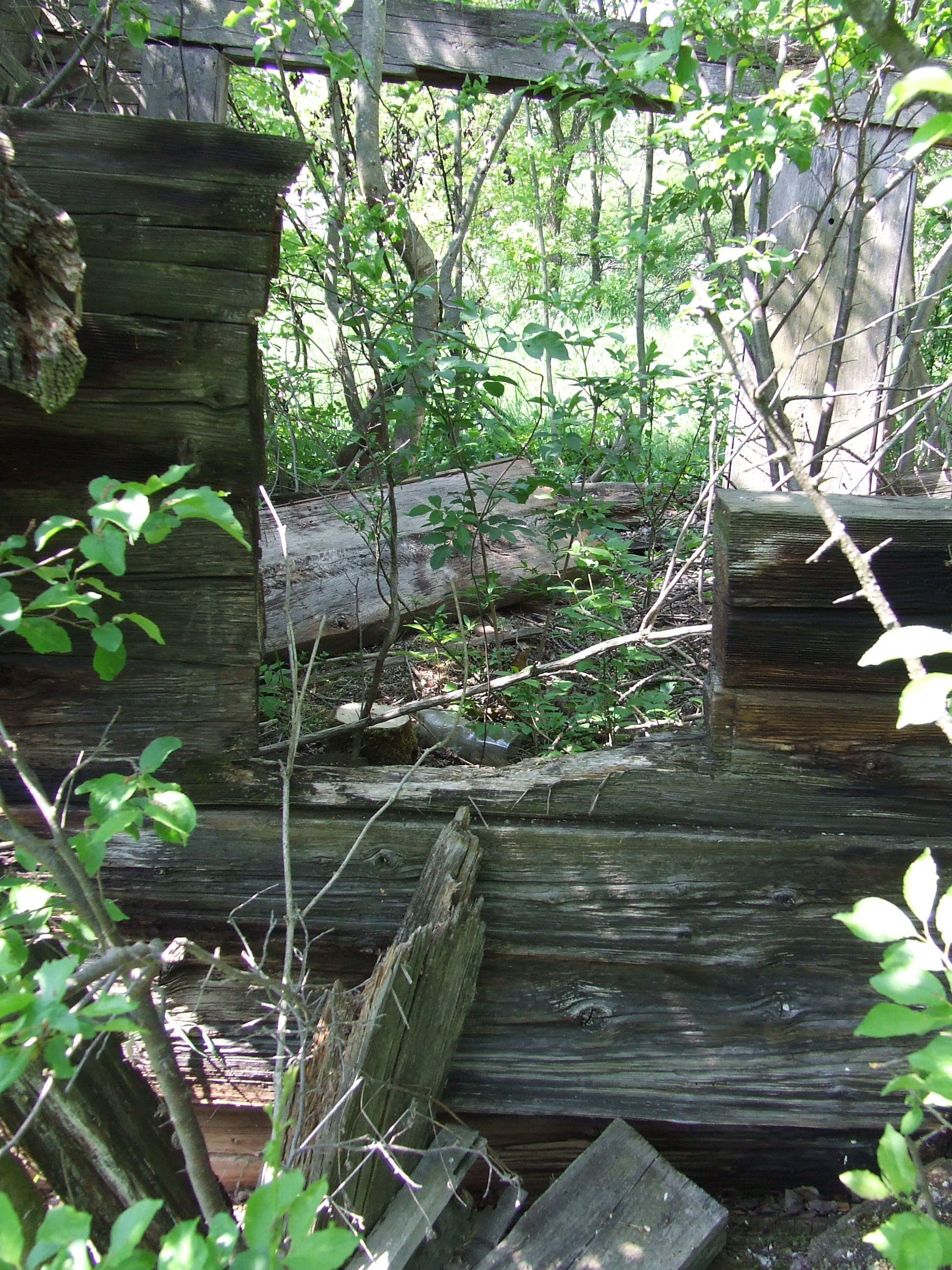
Una din fereastrele altarului